# J. G. 스트리즈돔

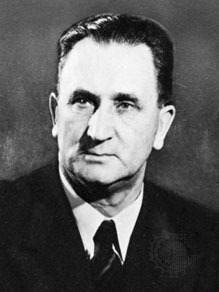
J. G. 스트리즈돔

요하네스 헤르하르두스 스트레이돔(Johannes Gerhardus Strijdom)은 남아프리카 공화국의 백인 정치인으로 남아프리카 공화국의 제6대 총리를 역임했다. 별명은 북쪽의 사자(Lion of the North)이며 한스 스트레이돔(Hans Strijdom)으로도 유명하다.
인종차별 정당인 국민당 소속이었으며, 1954년 D. F. 말란의 사임 후 1958년 사임할 때까지 남아프리카 공화국의 수상으로 재직했다. 극단적인 아프리카너 민족주의자로, 그 누구와도 타협하지 않고 아파르트헤이트를 실시했다.